# Línguas jês

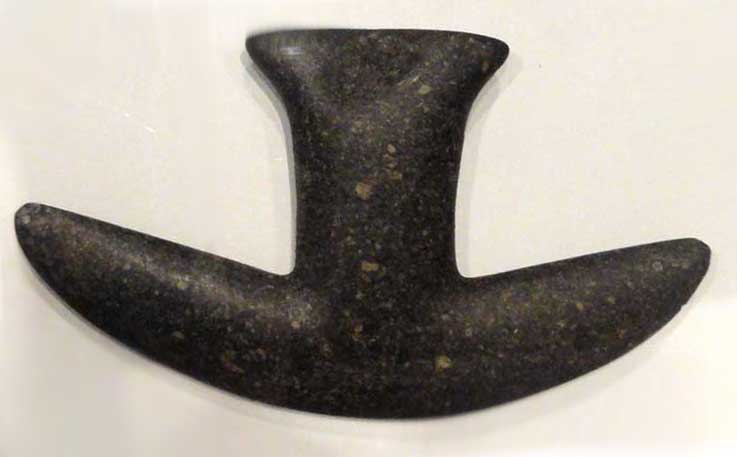
Machado pré-histórico em pedra polida, indústria lítica dos jês do Rio Grande do Sul. Museu da UFRGS.

Jê é uma família linguística pertencente ao tronco Macro-Jê. Na época da chegada dos europeus na América do Sul, os povos ameríndios de língua jê encontravam-se sobretudo no interior do Brasil, uma vez que os tupis ocupavam praticamente todo o litoral do Brasil. Distinguem-se de vários outros povos das terras baixas da América do Sul por possuírem uma organização social bem definida, com aldeias circulares divididas em metades.

## Histórico
Desde o Descobrimento do Brasil pelos portugueses, as tribos de fala tupi-guarani foram assimiladas pelos europeus. Esses índios, espalhados por praticamente toda a costa brasileira, denominavam genericamente aos indígenas de fala diversa à sua com o vocábulo tapuia - que, em sua língua, significava algo como "inimigo". Os europeus, que manifestavam uma forte tendência à simplificação, entenderam que, no país, havia apenas duas grandes "nações" - tupis e tapuias. Os chamados tapuias, considerados pelos colonizadores portugueses como mais primitivos e de catequese e conquista difíceis, foram duramente combatidos e exterminados, sendo que muitos dos povos e tribos então existentes desapareceram de forma tão completa que nem sequer há registro direto de sua existência.
Mas, no começo do século XX, os antropólogos passaram a rejeitar a denominação "tapuia", adotando a denominação de "gês" para este outro grupo de famílias linguísticas (tendo sido a grafia, com a reforma ortográfica, e para diferenciar-se do nome da letra G, grafada desde então como "jê").
Mais tarde, entendeu-se que as línguas indígenas do Brasil dividiam-se em dois grandes troncos - Tupi e Macro-Jê - e mais 19 famílias linguísticas sem graus de semelhanças suficientes para que pudessem ser agrupadas em troncos, e também famílias de apenas uma língua, às vezes denominadas "línguas isoladas", sem semelhança com outra língua conhecida.
Em 2010, o Censo demográfico do Brasil de 2010 do IBGE identificou 42.793 pessoas que falavam a família linguística jê, sendo 38.577 em Terras indígenas e 4.216 fora. Do total, a maior parte vivia na região sul (18.733 pessoas), seguida da região centro-oeste (11.487 pessoas) e região norte (9.703 pessoas).

## Língua
Da família linguística Jê, integrante do tronco Macro-Jê, fazem parte as seguintes línguas:
- Akwén
- Apinajé
- Kaingang
- Kayapó
- Panará Suyá
- Timbira[3] — cada povo timbira possui um dialeto particular. O dialeto mais divergente é o dos Apinayé, que talvez possa até ser considerado outra língua, embora os outros Timbira não pareçam ter dificuldade em entendê-lo. Também são os Apinayé os que mais divergem quanto à cultura. Como os únicos que ficam a oeste do Tocantins, são chamados de Timbira Ocidentais, em contraposição aos demais, os Timbira Orientais. Em qualquer dos povos timbira da atualidade, os homens, além da língua indígena, falam fluentemente o português; as mulheres, mesmo quando não o falam, entendem. É bem provável que os Krenyê e os Kukoikateyê não mais façam uso da língua timbira.
- Xokleng

## Povos remanescentes que falam línguas jês
- Kayapó
- Xerente
- Apinajé
- Krahô
- Canela
- Xavante
- Kaingang

## Classificação interna

### Ramirez (2015)
Classificação interna das línguas jês (Ramirez 2015):
Jê
- Jê Meridional
  - Ingain ↔ Xokleng ↔ Kaigáng
- Jê Setentrional
  - Jê próprio (Timbira-Kayapó)
    - contínuo dialetal: Canela-Krahô ↔ Gavião-Krĩkati ↔ Apinajé ↔ Kayapó ↔ Suyá-Tapayuna ↔ Panará-Kayapó do Sul

  - Akuwẽ (varios microdialetos)
    - Xavante
    - Xerente (incluindo: Xakriabá, Akroá, Gueguê)

### Nikulin (2020)
Classificação interna das línguas jês (Nikulin 2020):
Jê
- Paranaense
  - Ingain
  - Jê Meridional
    - Kaingáng
    - Laklãnõ
- Cerratense
  - Akuwẽ
    - Xerénte
    - Xavánte

  - Jê de Goyaz
    - Kayapó do Sul
      - Mossâmedes
      - Triângulo
        - Panará

    - Jê Setentrional
      - Timbíra
        - Parkatêjê; Kyikatêjê
        - (sub-ramo)
          - Krikatí; Pykobjê
          - Krahô; Canela (dialetos: Apànjêkra, Mẽmõrtũmre)

      - Trans-Tocantins
        - Apinajé
        - Trans-Araguaia
          - Mẽbêngôkre
            - Xikrín
            - Kayapó

          - Trans-Xingu (Tapajoara; Suyá)
            - Kĩsêdjê
            - Tapayúna

## Comparação lexical
Comparação lexical (Rodrigues 1986):
| Português | Canela | Apinayé | Kayapó | Xavánte | Xerénte | Kaingáng |
| --------- | ------ | ------- | ------ | ------- | ------- | -------- |
| pé        | par    | par     | par    | paara   | pra     | pen      |
| perna     | tè     | tè      | te     | te      | zda     | fa       |
| olho      | tò     | nò      | nò     | tò      | tò      | kanẽ     |
| chuva     | taa    | na      | na     | tã      | tã      | ta       |
| sol       | pyt    | myt     | myt    | bââdâ   | bdâ     | rã       |
| cabeça    | kʰrã   | krã     | krã    | ’rã     | krã     | krĩn     |
| pedra     | kʰèn   | kèn     | kèèn   | ’ẽẽnẽ   | knẽ     | pò       |
| asa, pena | haaraa | ’ara    | ’ara   | djèèrè  | sdarbi  | fer      |
| semente   | hyy    | ’y      | ’y     | djâ     | zâ      | fy       |
| esposa    | prõ    | prõ     | prõ    | mrõ     | mrõ     | prõ      |